# Embu das Artes
Embu das Artes (eller bara Embu) är en stad och kommun i Brasilien och ligger i delstaten São Paulo. Kommunen ingår i São Paulos storstadsområde och hade år 2014 cirka 259 000 invånare. Embu das Artes blev en egen kommun 1959, och tillhörde tidigare Itapecerica da Serra. Staden ändrade officiellt sitt namn 2011, från Embu till Embu das Artes ("Konst-Embu").